# Podział administracyjny Sierra Leone

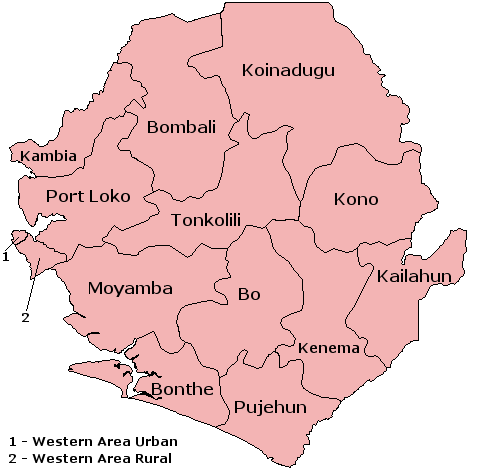
Dystrykty Sierra Leone

Sierra Leone podzielone jest na 4 prowincje i Obszar Zachodni o statusie prowincji. Jednostki te dzielą się dalej na łącznie 14 dystryktów:
- Prowincja Północna ze stolicą w Makeni

Dystrykt Bombali ze stolicą w Makeni
Dystrykt Falaba ze stolicą w Bendugu
Dystrykt Koinadugu ze stolicą w Kabalii
Dystrykt Tonkolili ze stolicą w Magburaka
- Prowincja Południowa ze stolicą w Bo

Dystrykt Bo ze stolicą w Bo
Dystrykt Bonthe ze stolicą w Bonthe
Dystrykt Moyamba ze stolicą w Moyamba
Dystrykt Pujehun ze stolicą w Pujehun
- Prowincja Wschodnia ze stolicą w Kenemie

Dystrykt Kenema ze stolicą w Kenemie
Dystrykt Kailahun ze stolicą w Kailahun
Dystrykt Kono ze stolicą w Koidu
- Prowincja Północno-Zachodnia ze stolicą w Port Loko

Dystrykt Kambia ze stolicą w Kambii
Dystrykt Karene ze stolicą w Kamakwie
Dystrykt Port Loko ze stolicą w Port Loko
- Obszar Zachodni ze stolicą we Freetown

Dystrykt Miejski Obszaru Zachodniego ze stolicą we Freetown
Dystrykt Wiejski Obszaru Zachodniego ze stolicą we Freetown